# Ліберець (округ)
Ліберець (чеськ. Okres Liberec) — адміністративно-територіальна одиниця в Ліберецькому краї Чеської Республіки. Адміністративний центр — місто Ліберець. Площа округу — 988,87 км², населення становить 172 681 особа.
До округу входить 59 муніципалітетів, з котрих 11 — міста.